# Morissen
Morissen foi uma comuna da Suíça, no Cantão Grisões, com cerca de 243 habitantes. Estendia-se por uma área de 5,69 km², de densidade populacional de 43 hab/km². Confinava com as seguintes comunas: Cumbel, Luven, Surcuolm, Vella.
A língua oficial nesta comuna era o Romanche.

## História
Em 1 de janeiro de 2013, passou a formar parte da nova comuna de Lumnezia.